# Косторна Альона Сергіївна
Альóна Сєрґєєвна Косторнáя (рос. Алёна Сергеевна Косторная; народ. 24 серпня 2003, Москва, Росія) — російська фігуристка, що виступає в парному фігурному катанні (до січня 2023 — в жіночому одиночному). Чемпіонка Європи (2019/20), переможниця фіналу Гран-прі(2019/20), срібна призерка (2019/20) і дворазова бронзова призерка чемпіонату Росії (2017/18, 2018/19). На юніорському рівні була срібною призеркою Чемпіонату світу серед юніорів (2017/2018), переможницею (2018/19) та срібною призеркою (2018/18) Фіналу юніорського Гран-прі.
Станом на 7 травня 2021 року займає 8 місце в рейтингу Міжнародного союзу ковзанярів.
З 15 квітня 2023 року перебуває під санкціями РНБО, строком на п'ятдесят років, за антиукраїнську діяльність.

## Біографія
Альона Косторна народилася в Москві 24 серпня 2003 року. Її батьки - спортсмени: тато займався легкою атлетикою, а мама - фігурним катанням. Батьки Альони з дитинства також віддали її та її молодшого брата у спортивні секції. Альону у віці чотирьох років привели на лід; молодшого брата - Степана спочатку теж віддали в секцію фігурного катання, але хлопчикові це заняття швидко набридло. Згодом Степан переключився на футбол і боротьбу.
Першим тренером Олени була Марина Черкасова, чемпіонка світу з фігурного катання. Альона займалася в дитячо-юнацькій спортивній школі «Белые медведи».
У сезоні 2011-2012 Алена Косторна почала займатися в Центрі спорту і освіти «Самбо-70», спочатку у відділенні «Конек Чайковской», а потім, з 2017 року, у відділенні «Хрустальний». У відділенні «Конек Чайковской» Альону тренувала Олена Жгун, тренер-викладач Російського державного університету фізичної культури, спорту, молоді та туризму, а в відділенні «Хрустальний» - заслужений тренер Російської Федерації Етері Тутберідзе.

## Програми
| Сезон     | Коротка програма | Довільна програма | Показові номери |
| --------- | --- | --- | --- |
| 2019/2020 | - «Departures (Lullaby)» Макс Ріхтер (із серіалу «Залишені») - «November» Макс Ріхтер хореограф-постановник Данило Глейхенгауз | - «New Moon (The Meadow)» Александр Деспла (із фільму «Сутінки. Сага. Молодий місяць» - «Eyes on Fire» Blue Foundation - «Supermassive Black Hole» Muse (із фільму «Сутінки») хореограф-постановник Данило Глейхенгауз                                                                                           | - «Never Tear Us Apart» Bishop Briggs (із фільму «П'ятдесят відтінків свободи») хореограф-постановник Данило Глейхенгауз                                                                              |
| 2018/2019 | - «Departures (Lullaby)» Макс Ріхтер (із серіалу «Залишені») - «November» Макс Ріхтер хореограф-постановник Данило Глейхенгауз | - «Kissing You» Крейг Армстронг (із фільму «Ромео і Джульетта») - «Forbidden Love» Абель Коженьовський (із фільму «Ромео і Джульєтта» (2013 року)) - «Love Theme from Romeo and Juliet» Ніно Рота у виконанні Генрі Манчіні (із фільму «Ромео і Джульєтта» (1968 года)) хореограф-постановник Данило Глейхенгауз | - «Eyes on Fire» Blue Foundation - «Supermassive Black Hole» Muse (із фільму «Сутінки» (фільм, 2008) - «Adios Nonino» Астор П'яцолла у виконанні Пабло Циглера хореограф-постановник Етері Тутберідзе |
| 2017/2018 | - «Dos Cadencias Sobre "Adios Nonino"» Астор П'яцолла у виконанні Пабло Циглера хореограф-постановник Етері Тутберідзе         | - «Stella's Theme» Вільям Джозеф хореограф-постановник Данило Глейхенгауз | - «Dos Cadencias Sobre "Adios Nonino"» Астор Пьяцолла у виконанні Пабло Циглера хореограф-постановник Етері Тутберідзе - «Кармен» у виконанні Віртуози Москви                                         |

| Змагання                                 | 16/17                    | 17/18                    | 18/19                    | 19/20                    |
| Міжнародні індивідуальні                 | Міжнародні індивідуальні | Міжнародні індивідуальні | Міжнародні індивідуальні | Міжнародні індивідуальні |
| ---------------------------------------- | ------------------------ | ------------------------ | ------------------------ | ------------------------ |
| Чемпіонати світу                         |                          |                          |                          |                          |
| Чемпіонати Європи                        |                          |                          |                          | 1                        |
| Фінали Гран-прі                          |                          |                          |                          | 1                        |
| Етапи Гран-прі. Internationaux de France |                          |                          |                          | 1                        |
| Етапи Гран-прі. NHK Trophy               |                          |                          |                          | 1                        |
| Челенджери. Finlandia Trophy             |                          |                          |                          | 1                        |
| Національні                              |                          |                          |                          |                          |
| Чемпіонати Росії                         |                          | 3                        | 3                        | 2                        |
| Першість Росії серед юніорів             | 16                       | 2                        | 2                        |                          |
| Фінали Кубки Росії                       |                          | 1                        |                          |                          |
| Міжнародні серед юніорів                 |                          |                          |                          |                          |
| Чемпіонати світу середи юніорів          |                          | 2                        |                          |                          |
| Фінали юніорського Гран-прі              |                          | 2                        | 1                        |                          |
| Етапи юніорського Гран-прі. Австрия      |                          |                          | 1                        |                          |
| Етапи юніорського Гран-прі. Італія       |                          | 2                        |                          |                          |
| Етапи юніорського Гран-прі. Польща       |                          | 1                        |                          |                          |
| Етапи юніорського Гран-прі. Чехія        |                          |                          | 1                        |                          |

### Детальні результати
Шаблон:Початок закритого блоку
На чемпіонатах ISU нагороджують малими медалями за коротку і довільну програми. 
Поточні світові рекорди за системою ISU виділені жирним курсивом, попередні — жирним.
| Дата                       | Змагання                                      | КП            | ДП            | Загальна      |
| Сезон 2019—20              | Сезон 2019—20                                 | Сезон 2019—20 | Сезон 2019—20 | Сезон 2019—20 |
| -------------------------- | --------------------------------------------- | ------------- | ------------- | ------------- |
| 20—26 січня 2020           | Чемпіонат Європи 2020                         | 1 84,92       | 2 155,89      | 1 240,81      |
| 24—29 грудня 2019          | Чемпіонат Росії 2020                          | 1 89,86       | 2 169,97      | 2 259,83      |
| 5—8 грудня 2019            | Фінал Гран-прі 2019/2020                      | 1 85,45       | 2 162,14      | 1 247,59      |
| 22—24 листопада 2019       | Етапи Гран-прі: NHK Trophy 2019               | 1 85,04       | 1 154,96      | 1 240,00      |
| 1—3 листопада 2019         | Етапи Гран-прі: Internationaux de France 2019 | 1 76,55       | 1 159,45      | 1 236,00      |
| 11—13 жовтня 2019          | Челенджери. Finlandia Trophy                  | 1 77,25       | 1 157,59      | 1 234,84      |
| Сезон 2018—19              |                                               |               |               |               |
| 2—4 лютого 2019            | Першість Росії серед юніорів 2019             | 1 79,97       | 2 150,82      | 2 230,79      |
| 19—23 грудня 2018          | Чемпіонат Росії 2019                          | 3 74,40       | 3 152,14      | 3 226,54      |
| 6—9 грудня 2018            | Фінал юніорського Гран-прі 2018               | 1 76,32       | 1 141,66      | 1 217,98      |
| 26—29 вересня 2018         | Етап юніорського Гран-прі: Чехія 2018         | 1 70,24       | 1 128,14      | 1 198,38      |
| 30 серпня — 1 вересня 2018 | Етап юніорського Гран-прі: Австрія 2018       | 1 71,08       | 1 132,42      | 1 203,50      |
| Сезон 2017—18              |                                               |               |               |               |
| 5—11 березня 2018          | Чемпіонат світу серед юніоров 2018            | 2 71,63       | 2 135,76      | 2 207,39      |
| 23—26 січня 2018           | Першість Росії середи юніорів 2018            | 3 69,88       | 1 141,63      | 2 211,51      |
| 21—24 грудня 2017          | Чемпіонат Росії 2018                          | 4 73,59       | 4 142,98      | 3 216,57      |
| 7—10 грудня 2017           | Фінал юніорського Гран-прі 2017               | 2 71,65       | 1 132,93      | 2 204,58      |
| 11—14 жовтня 2017          | Етап юніорського Гран-прі: Італія 2017        | 1 67,72       | 2 124,43      | 2 192,15      |
| 4—7 жовтня 2017            | Етап юніорського Гран-прі: Польща 2017        | 1 69,16       | 2 128,75      | 1 197,91      |

### Світові рекорди
| Дата                          | Бали                        | Змагання                    | Примітки                            |
| Рекорди в короткій програмі   | Рекорди в короткій програмі | Рекорди в короткій програмі | Рекорди в короткій програмі         |
| ----------------------------- | --------------------------- | --------------------------- | ----------------------------------- |
| 6 грудня 2019                 | 85,45                       | Фінал Гран-Прі 2019/2020    | Оновлений власний рекорд.           |
| 22 листопада 2019             | 85,04                       | NHK Trophy 2019             | Побитий рекорд Ріки Кіхіри.         |
| Рекорди за сумою двох програм |                             |                             |                                     |
| 7 грудня 2019                 | 247,59                      | Фінал Гран-Прі 2019/2020    | Побитий рекорд Олександри Трусової. |